# Алексей Палеолог
Алексей Палеолог (умер в 1203) — византийский аристократ и военачальник, зять императора Алексея III Ангела (1195—1203) и его наследник (с 1199 по 1203 год). Принимал участие в подавлении ряда восстаний против византийского императора.

## Биография
Происхождение Алексея Палеолога неясно. Палеологи занимали крупные государственные должности и военные чины в правление династии Комнинов. Вероятно, отцом Алексея был себастос и великий гетайр Георгий Палеолог, сын или внук византийского военачальника Георгия Палеолога, активного сторонника императора Алексея I Комнина. Через свою бабушку Алексей Палеолог находился в родстве с династией Комнинов.
Около 1198 года византийский император Алексей III Ангел, не имевший сыновей, избрал Алексея Палеолога мужем для своей старшей дочери Ирины Ангелины. Её первым мужем был Андроник Контостефан. Ради брака с дочерью императора Алексей Палеолог вынужден был развестись со своей первой женой (её имя неизвестно). Свадьба состоялась весной 1199 года. Алексей Палеолог получил титул деспота и стал наследником своего тестя. В то же время Анна Ангелина, вторая дочь императора Алексея III Ангела, стала женой Феодора Ласкариса, основателя Никейской империи.
Вскоре после свадебных торжеств Алексей Палеолог и Феодор Ласкарис вместе с императорским военачальником Маниуилом Камицей были отправлены против болгарского царя-повстанца Иванко во Фракии. Во время осады Кричима был убит Георгий Палеолог, отец Алексея. Военная кампания была полностью проиграна, византийская армия попала в засаду и была разгромлена, главнокомандующий Мануил Камица был взят в плен. Ободрённый своим успехом, Иванко стал претендовать на византийский императорский престол. Весной 1200 года император Алексей III Ангел притворился, что готов начать переговоры, и отправил своего зятя Алексея Палеолога, чтобы встретить Иванко. Алексей торжественно обещал Иванко безопасность, но когда Иванко прибыл в императорский лагерь, он был арестован и казнён. В феврале того же года Алексей Палеолог принял участие в подавлении беспорядков в самом Константинополе. Мятежники взяли под свой контроль столичные тюрьмы и освободили заключённых. В это время императорская гвардия находилась в Хрисуполисе. Алексей Палеолог во главе войск вступил в столицу и подавил городское восстание.
В июле 1201 года деспот Алексей Палеолог сыграл важную роль в подавлении попытки переворота Иоанна Комнина Толстого. После того, как мятежники захватили контроль над большей частью Большого Дворца, по приказу императора Алексей Палеолог с войском на лодках из Влахерны высадился на восточном берегу города. Там он соединился с дворцовой гвардией и очистил императорский дворец и Ипподром от сторонником узурпатора, который сам был схвачен и обезглавлен.
В феврале 1201 или 1202 года Алексей Палеолог был ранен, когда императорский шатёр рухнул во время землетрясения, но в то же лето провел кампанию против восставшего наместника Иоанна Спиридонака в Восточной Македонии, разбил мятежников и вынудил их остатки бежать в Болгарию.
Согласно Феодору Скутариоту, Алексей Палеолог скончался в 1203 году в относительно молодом возрасте. Его смерть наступила до осады Константинополя и бегства Алексея III Ангела.

## Семья
Отцом Алексея был Георгий Палеолог. Также у него были тетя (имя неизвестно), ставшая женой Иоанна Вриенния, и дядя, себастос Константин. Имя матери Алексея неизвестно.
От брака с Ириной Ангелиной у Алексея Палеолога была дочь Феодора Ангелина Палеологиня, на которой женился великий доместик Андроник Палеолог, сын великого дуки Алексея Палеолога (представителя другой линии рода Палеологов) и Ирины Комнины. Они имели четырёх детей: Мария, Ирина, Михаил и Иоанн. Его старший сын Михаил VIII стал никейским императором в 1259 году и восстановил в 1261 году Византийскую империю, основав династию Палеологов.